# Nannaria ohionis
Nannaria ohionis é uma espécie de milípede da família Xystodesmidae. É encontrado na América do Norte.